# Theodore Freeman
Theodore Cordy Freeman (Haverford, Pennsylvania, 1930. február 18. – Houston, Texas, 1964. október 31.) amerikai űrhajós.
1953-tól berepülőpilótaként szolgált az Amerikai Légierőben. 1963-ban a harmadik amerikai csoportban kezdte meg az űrhajóskiképzést, de egy évvel később életét vesztette egy repülőgép-balesetben Houstonban.
Freeman volt az első elhunyt, aktív NASA űrhajós. Emlékét Oriana Fallaci Ha meghal a Nap című dokumentumregénye is őrzi.